# Henschel/SSW Bo Bo 48 t
Die elektrische Tagebaulokomotive Henschel/SSW Bo Bo 48 t wurde bei Henschel und SSW in der Zeit von 1938 bis 1941 in 14 bekannten Exemplaren gefertigt.
Die Lokomotiven waren während der Produktionszeit nicht als Kriegselektrolokomotiven (KEL) eingestuft, trotzdem wurden während des Krieges einige Lokomotiven gebaut. Nach dem Zweiten Weltkrieg sind acht Lokomotiven im Bereich der Betriebe der DDR erhalten geblieben. Die letzte Erwähnung von Lokomotiven dieser Serie stammt aus dem Jahr 1952. 2024 ist keine Lokomotive mehr vorhanden.

## Geschichte

### Vorkriegsgeschichte

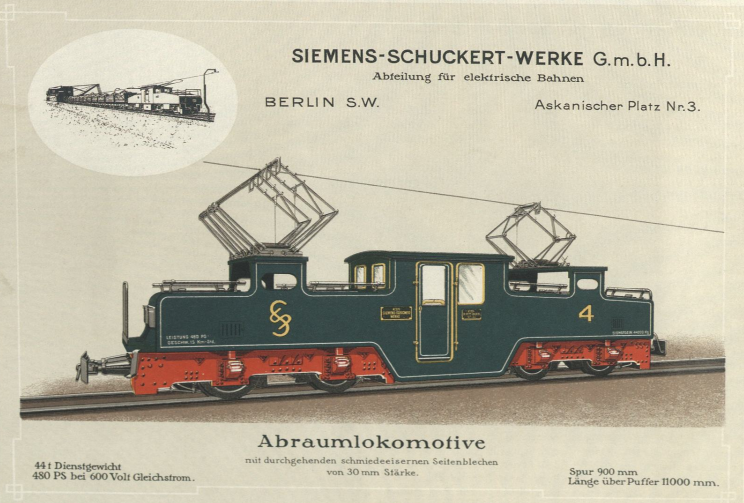
SSW-Tagebaulokomotive aus dem Jahr 1925

Schon 1907 wurden an den Tagebau Phönix erste Lokomotiven mit vier einzeln angetriebenen Achsen und der Bauform mit tief gelegenen mittlerem Führerstand und zwei Vorbauten geliefert. Die elektrische Ausrüstung für die damals mit 600 V Gleichspannung betriebenen Fahrzeuge stammte von den Siemens-Schuckertwerken oder der AEG, die mechanische Ausstattung zuerst von Borsig. Ab den 1930er Jahren fertigte auch Henschel vermehrt Tagebaulokomotiven. Der Hersteller stellte ein Programm von acht Typen vierachsiger Lokomotiven für die Spurweite von 900 mm mit unterschiedlichen Masse- und Leistungsdaten auf.
Die ersten vier Lokomotiven dieses Typs wurden mit den Fabriknummern Henschel 23758–23764 1938 an die Grube Leonhard bei Meuselwitz geliefert. Sie wurden beim Hersteller Henschel nach der wenig besagenden Bezeichnung 21250, bei SSW unter der Leistungsbezeichnung 472 kW geführt. Sie hatten die Aufgabe der Kohleförderung aus dem Tagebau Fürst Bismarck. Bis 1937 wurde hier die Kohleförderung mit einer Zahnradbahn durchgeführt. Ab 1937 wurde die Zahnstange herausgenommen und stattdessen mit den Lokomotiven Henschel/SSW Bo Bo 48 t, deren Dienstmasse extra für den Betrieb auf der Steigung mit 50 ‰ durch Ballaste auf 55 t vergrößert wurde, durchgeführt.
Anfangs waren für den Probebetrieb drei Lokomotiven vorhanden. Als Höchstlast wurde ein Acht-Wagen-Zug festgelegt, was ungefähr einer Nutzlast von 200 t entsprach. In der ersten Zeit mussten die Lokomotiven den Zug auf der Tagebauausfahrt schieben, später, nach dem sämtliche Kohlewagen eine Druckluftbremse besaßen, wurde diese Vorschrift zurückgenommen.
Die Lokomotiven waren auch für die Verbindungsbahnen zu den externen Verbrauchern vorgesehen, was ihren Bedarf ständig steigen ließ. Bis 1938 waren insgesamt sieben Lokomotiven ausgeliefert. 1941 kam noch die Lokomotive Leonhard 8 mit einer Leistung von 432 kW hinzu. Es waren noch zwei weitere Lokomotiven bestellt, die aber nicht geliefert werden konnten.
Ferner wurden für den Tagebau Scado der ILSE BAG sechs Lokomotiven geliefert.

### Nachkriegsgeschichte
Von den an die Lausitzer Braunkohle AG gelieferten Lokomotiven existieren nach 1945 keine Informationen.
Die an die Mitteldeutsche Braunkohlengesellschaft gelieferten acht Lokomotiven waren nach 1952 noch vorhanden, die nun im Tagebau Zipsendorf und bei den Kohleverbindungsbahnen Verwendung fanden. Die Lokomotiven trugen die Bezeichnungen
- Henschel 23758, SSW 3340, DDR-Bezeichnung 3-174/55-A2
- Henschel 23759, SSW 3341, DDR-Bezeichnung 3-175/55-A2
- Henschel 23760, SSW 3342, DDR-Bezeichnung 3-176/55-A2
- Henschel 23761, SSW 3343, DDR-Bezeichnung 3-177/55-A2
- Henschel 23762, SSW 3344, DDR-Bezeichnung 3-178/55-A2
- Henschel 23763, SSW 3345, DDR-Bezeichnung 3-179/55-A2
- Henschel 23764, SSW 3346, DDR-Bezeichnung 3-180/55-A2
- Henschel 26173, SSW 3693, DDR-Bezeichnung 3-187/55-A2

Die Lokomotiven werden noch bis Ende der 1950er-Jahre im Leistungsfahrbetrieb eingesetzt worden sein, da die ersten LEW EL 3 erst 1954 geliefert wurden. Den Altbaulokomotiven blieben andere Arbeiten wie Personentransporte oder Gleisrückarbeiten. In anderen Betrieben waren die Altbaulokomotiven bis Mitte der 1970er Jahre noch im Einsatz.

## Technik
Die Lokomotiven waren in der Höhe sehr gedrungen ausgeführt und besaßen von allen 900-mm-Lokomotiven von Henschel die geringste Höhe. Der mechanische Teil der Lokomotiven war hier wieder wie bei anderen Tagebaulokomotiven in Nietkonstruktion mit Mittelpufferkupplung, befestigt an den Drehgestellen, ausgeführt. Der Führerstand in der Mitte war für den Betrieb bei den Baggern sehr tief heruntergezogen, die Vorbauten waren sehr flach und erinnern auch an die Urform der Baureihe v. d. Heydt. Extra für den Steigungsbetrieb erhielten die Loks noch einen Ballast von 7 t.
Die elektrische Ausrüstung stammte von SSW und bestand aus Gleichstromtechnik, wo über die elektrische Spannung von der Fahrleitung über den Nockenfahrschalter mit der Widerstandssteuerung die elektrischen Fahrmotoren angetrieben wurden, die als Reihenschlussmaschinen ausgeführt waren. Auf den Vorbauten saßen zwei Hauptstromabnehmer und vier kleinere, daneben liegenden Seitenstromabnehmer, die schräg gelagert waren. Die Druckluft für die Druckluftbremse wurden von zwei Kompressoren erzeugt, elektromechanische Schütze schalteten die Hilfsbetriebemotoren. Die Steuer- und Beleuchtungsspannung betrug 24 V.